# Macintosh Quadra 630
Sorti en juillet 1994, le Macintosh Quadra 630 fut le dernier Macintosh de bureau à base de processeur 68040. Il était destiné à remplacer le Quadra 610. Les versions pour le grand public étaient les Performa de la série 630 qui différaient par leur mémoire vive, leur disque dur et l'écran fourni en bundle : Performa 630, 631, 635, 636, 637, 638 et 640. Les versions pour l'éducation étaient nommées Macintosh LC 630 et ne sortirent que fin novembre 1994.
Ces Macintosh intégraient un processeur 68040 (ou 68LC040 pour les modèles LC et Performa) cadencé à 33 MHz, 4 Mio de mémoire vive et 1 Mio de mémoire morte. Le 630 fut le premier Macintosh à utiliser un disque dur IDE et non SCSI (le lecteur de CD-ROM restait à la norme SCSI). Bien que peu évolutif en mémoire vive et en VRAM, il offrait divers ports d'extension propriétaires permettant d'augmenter ses capacités : un port pour carte vidéo ou tuner TV, un port COM et un port PDS. Ce dernier permettait l'installation d'un second processeur : PowerPC 601 ou Intel 486DX2 (pré-installé sur le modèle DOS Compatible), cadencé à 66 MHz.

## Caractéristiques
- processeur : Motorola 68040 ou 68LC040 32 bit cadencé à 33 MHz
- bus système 32 bit à 33 MHz
- mémoire morte : 1 Mio
- mémoire vive : 4 Mio extensible à 36 Mio (ou jusqu'à 76 Mio pour le Performa 631)
- 8 Kio de mémoire cache de niveau 1
- disque dur IDE de 250 ou 350 Mo
- lecteur de disquette « SuperDrive » 1,44 Mo 3,5"
- lecteur CD-ROM 2x (optionnel sur certains modèles)
- mémoire vidéo de 1 Mio de VRAM
- résolutions supportées :
  - 512 × 384 en 16 bit
  - 640 × 480 en 16 bit
  - 800 × 600 en 8 bit
  - 832 × 624 en 8 bit
- slots d'extension:
  - 1 slot LC PDS
  - 1 slot comm
  - 1 slot vidéo (pour carte vidéo ou carte tuner TV)
  - 1 connecteur mémoire (2 connecteurs pour le Performa 631) de type SIMM 72 broches (vitesse minimale : 80 ns)
- connectique:
  - 1 port SCSI (DB-25)
  - 2 ports série (Mini Din-8)
  - 1 port ADB
  - sortie vidéo DB-15
  - sortie audio : stéréo 8 bit
  - entrée audio : mono 8 bit
- haut-parleur mono
- dimensions : 10,9 × 32,0 × 41,9 cm
- 1 ventilateur de la marque NMB
- poids : 8,6 kg
- alimentation : 45 W
- systèmes supportés : Système 7.1.2 à Mac OS 8.1